# Classix Nouveaux
Classix Nouveaux é uma banda inglesa da década de 1980 de new wave. Existiu entre 1979 e 1985. Ficaram famosas as suas canções como: Never Again, Guilty, Tokyo, Because You're Young, La verité, Is It A Dream, Manito, Forever And A Day, e Never Never Comes. A banda também ficou famosa pelas suas vestes negras e pelo fa(c)to do vocalista do grupo (Sal Solo)  ser careca.

## Formação
A banda era composta por Sal Solo, Jak Airport,  BP Hurding e Mik Sweeney. A sua primeira atuação foi em Agosto de 1979 no Camden Palace.

### New Romantics
O aspecto dramático da banda fez associá-la ao movimento do New Romantic, em que se incluíam bandas como Japan e Ultravox. Em 1980 assinaram para a EMI o primeiro single chamado  "Robots Dance" .

## Discografia

### Álbuns
| Ano  | Álbum                             | UK | US |
| ---- | --------------------------------- | -- | -- |
| 1981 | Night People                      | -  | -  |
| 1982 | La Verite                         | -  | -  |
| 1983 | Secret                            | -  | -  |
| 1997 | The Very Best of Classix Nouveaux | -  | -  |
| 2006 | The River Sessions                | -  | -  |
| 2010 | The Liberty Singles Collection    | -  | -  |

### Singles
| Ano  | Canção                               | UK | US |
| ---- | ------------------------------------ | -- | -- |
| 1980 | "The Robots Dance"                   | -  | -  |
| 1980 | "Nasty Little Green Men"             | -  | -  |
| 1981 | "Guilty"                             | 43 | -  |
| 1981 | "Toyko"                              | 67 | -  |
| 1981 | "Inside Outside"                     | 45 | -  |
| 1982 | "Never Again (The Days Time Erased)" | 44 | -  |
| 1982 | "Is It A Dream"                      | 11 | -  |
| 1982 | "Because You're Young"               | 43 | -  |
| 1983 | "The End...Or The Beginning"         | 60 | -  |
| 1983 | "Forever And A Day"                  | 83 | -  |
| 1983 | "Never Never Comes"                  | -  | -  |